# Thorbastnäsita
La thorbastnäsita és un mineral de la classe dels carbonats, que pertany al grup de la bastnäsita.

## Característiques
La thorbastnäsita és un carbonat de fórmula química ThCa(CO₃)₂F₂·3H₂O, i pot contenir terres rares. Cristal·litza en el sistema hexagonal. Es troba en forma de masses criptocristal·lines. La seva duresa a l'escala de Mohs és 4 a 4,5.
Segons la classificació de Nickel-Strunz, la thorbastnäsita pertany a «05.BD: Carbonats amb anions addicionals, sense H₂O, amb elements de terres rares (REE)» juntament amb els següents minerals: cordilita-(Ce), lukechangita-(Ce), zhonghuacerita-(Ce), kukharenkoïta-(Ce), kukharenkoïta-(La), cebaïta-(Ce), cebaïta-(Nd), arisita-(Ce), arisita-(La), bastnäsita-(Ce), bastnäsita-(La), bastnäsita-(Y), hidroxilbastnäsita-(Ce), hidroxilbastnäsita-(Nd), hidroxilbastnäsita-(La), parisita-(Ce), parisita-(Nd), röntgenita-(Ce), sinquisita-(Ce), sinquisita-(Nd), sinquisita-(Y), bastnäsita-(Nd), horvathita-(Y), qaqarssukita-(Ce) i huanghoïta-(Ce).

## Formació i jaciments
Es troba en petits filons de quars i moscovita en albita metasomàtica. Sol trobar-se associada a altres minerals com: rinkita, zircó, piroclor, euxenita-(Y) i torita.